# Zisterzienserinnenabtei Almoster

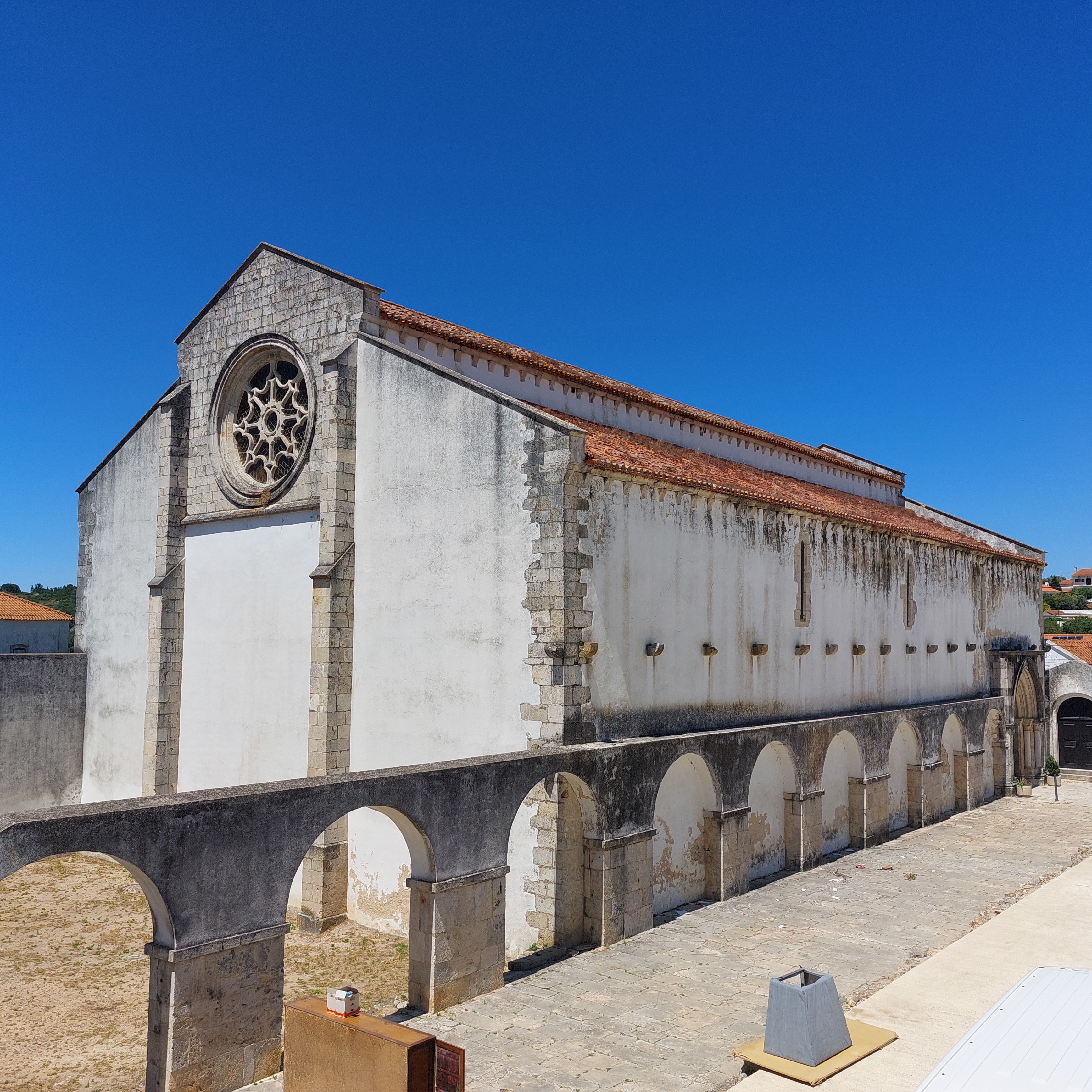
Zisterzienserinnenabtei Almoster (2024)

Die Zisterzienserinnenabtei Almoster war von 1287 bis 1834 ein Kloster der Zisterzienserinnen in Almoster (Santarém), Portugal.

## Geschichte
Eine Hofdame der Heiligen Elisabeth von Portugal stiftete 1287 zehn Kilometer westlich von Santarém das Nonnenkloster Santa Maria de Almoster. Der Ortsname bildete sich aus dem arabischen Artikel al und dem lateinischen Wort für Kloster (monasterium, portugiesisch: mosteiro) heraus.
Wie alle portugiesischen Klöster nach dem Sieg der Liberalen im Miguelistenkrieg wurde auch die Abtei von Almoster 1834 geschlossen. Das Kloster verfiel danach. Heute sind nur noch die Kirche sowie Teile von Kreuzgang und Kapitelsaal erhalten. 